# Вадим Новгородский (пьеса)
«Вадим Новгородский» — трагедия русского писателя Якова Княжнина, написанная в 1789 и опубликованная в 1793 году, после смерти автора. Была запрещена цензурой как опасное антимонархическое сочинение.
В основу сюжета легла книжная легенда о событиях IX века. Вадим Храбрый или Вадим Новгородский возглавляет восстание новгородцев против пришлого князя Рюрика, терпит поражение и погибает. При этом Рюрик, считающийся основателем русской государственности, изображён как узурпатор, устами Вадима Княжнин восхваляет политическую свободу и критикует институт монархии: его идеалом оказывается республика.

## Публикация и оценки
Пьеса была написана в 1789 году. Поскольку во Франции в это время началась революция, а в России усиливалась политическая цензура, Княжнин не решился публиковать «Вадима Новгородского» или ставить на сцене. О пьесе знали только его близкие друзья. В январе 1791 года Княжнин умер, его архив перешёл к книготорговцу Ивану Глазунову. Последний с разрешения президента Академии наук княгини Екатерины Дашковой опубликовал «Вадима» в 1793 году. Пьеса была немедленно запрещена, тираж был публично сожжён, а те экземпляры, которые успели перейти к покупателям, разыскивались в течение ряда лет.
Из-за такой судьбы пьесы в XIX веке сложилась легенда, связывавшая раннюю смерть Княжнина с «Вадимом». Так, Александр Пушкин написал, что драматург «умер под розгами».
«Вадим» долго распространялся в списках. Её главный герой стал, наряду с Марфой Борецкой, одним из олицетворений новгородской вольности и символов борьбы против деспотии. Под влиянием пьесы Княжнина Пушкин задумал трагедию, а затем поэму «Вадим», Михаил Лермонтов написал поэму «Последний сын вольности». «Вадим Новгородский» был снова опубликован только в 1871 году (в журнале «Русская старина»), причём без четырёх самых крамольных строк. Первое издание с претензией на полноту увидело свет в 1914 году, но текст в нём оказался искажён множеством правок, сделанных в 1810-х годах. В итоге подлинный текст Княжнина был опубликован в 1937 году.